# Hartenstein
Hartenstein es un municipio situado en el distrito de Zwickau, en el estado federado de Sajonia (Alemania), a una altitud de 360 metros. Su población a finales de 2016 era de unos 4600 habitantes y su densidad poblacional, 130 hab/km².